# Dasypteroma powelli
Dasypteroma powelli là một loài bướm đêm trong họ Geometridae.